# Compsoctena ochrastis
Compsoctena ochrastis är en fjärilsart som beskrevs av Edward Meyrick 1937. Compsoctena ochrastis ingår i släktet Compsoctena och familjen Eriocottidae. Inga underarter finns listade i Catalogue of Life.